# 15396 Howardmoore
15396 Howardmoore este un asteroid din centura principală de asteroizi.

## Descriere
15396 Howardmoore este un asteroid din centura principală de asteroizi. A fost descoperit pe 24 octombrie 1997 la Prescott (Arizona) de Paul G. Comba. Asteroidul prezintă o orbită caracterizată de o semiaxă mare de 2,68 ua, o excentricitate de 0,24 și o înclinație de 1,8° în raport cu ecliptica.